# Anna Anderson
Anna Anderson (ou Franziska Schanzkowska) (nascida Anna Alexandrovna Vyrubova; Polônia, c. 1900 — 12 de fevereiro de 1984) é a mulher mais conhecida que afirmou ser a grã-duquesa russa Anastasia Nikolaevna, a filha mulher mais nova do czar Nicolau II, que foi executada com sua família em 1918, no que era acreditado, que seria a única da família imperial a escapar de ser morta pelos bolcheviques no porão da Casa Ipatiev.
O facto de especialistas não encontrarem os restos mortais de Anastásia com os restantes de sua família, descobertos numa vala num terreno abandonado no interior da Rússia, levou a duvidar da veracidade da história de Anna Anderson. Durante mais de 60 anos, Anna esteve sujeita a processos judiciais, mas nunca ninguém chegou a alguma conclusão. Muitas pessoas passaram depois a acreditar na sua história e muitas outras que diziam ter informações sobre este caso, mas desapareceram todas tempos depois.
A imagem de Anna foi capa de jornais e revistas durante décadas a fio. A sua popularidade cresceu. Não lhe faltavam apoiantes e vivia uma vida de luxo. Foi assim durante o resto da sua vida. Aos 78 anos sofria de artrite e por isso, passava a depender de uma cadeira de rodas. Em 1983 Anna foi internada pois estava já incapacitada e dependente de outros. Não demorou muito tempo até o marido a ajudar a fugir, e durante 3 dias foram perseguidos pela polícia. Após a perseguição Anna e o seu marido foram presos e encaminhados para um hospício. Anna Anderson morreu no início do ano de 1984 de pneumonia. Passou lá os últimos dias da sua vida.
Depois de ser cremada, cientistas ansiavam desvendar o mistério de Anderson e fizeram vários e conclusivos testes de ADN, comparando-o com o de um descendente da família dos Romanov: Filipe, Duque de Edimburgo. Os testes mostraram que Anna era uma impostora e que a sua verdadeira identidade era Franziska Schanzkowska, operária polaca, que havia desaparecido na mesma altura em que Anna anunciou ser Anastásia Romanova. A sua história inspirou vários criadores e a sua popularidade levou mesmo à criação do filme de animação Anastácia, da 20th Century Fox.
Contudo, ainda continuava por se desvendar o mistério do desaparecimento dos corpos de Anastácia Romanov e Alexei, e muitas histórias para provar a sua veracidade, em que, entre as quais, se destaca a historia da sua salvação de um tiro de um soldado através da protecção da coroa de diamantes que trazia ao peito guardada.
Em 1991, corpos acreditados como sendo os da Família Imperial e os seus servos foram finalmente exumados de uma sepultura maciça que tinha sido descoberta nos bosques próximos a de Ecaterimburgo quase uma década antes – uma sepultura escondida pelos seus descobridores dos bolcheviques, que governavam a Rússia quando foi encontrada. Uma vez aberta, foi descoberto que em vez de onze conjuntos de restos (o csar Nicolau II, a csarina Alexandra, o tsarevitch Alexei, as quatro grã-duquesas, Olga, Tatiana, Maria e Anastásia, o médico de família, Eugene Botkin, o criado, Aleksei Trupp, o cozinheiro, Ivan Kharinotov e uma dama de companhia da imperatriz, Anna Demidova), a sepultura só tinha nove.
Alexei e, segundo o especialista forense Dr. William Maples, Anastásia, não estavam na sepultura da família. Contudo, cientistas russos contestaram isto, alegando que a Grã-Duquesa Maria Nikolaevna da Rússia era a que não estava na sepultura. Em 1998, quando os corpos da Família Imperial foram enterrados, um corpo que media cerca de 1,70 m foi enterrado sob o nome de Anastásia, apesar do facto de Anastácia ser a mais baixa das grã-duquesas. Alguns historiadores acreditam no relato da Nota Iurovski que diz que dois dos corpos foram removidos da sepultura principal e queimados num lugar secreto para criar uma certa suspeita de que estes não eram os corpos do tsar, família e empregados, caso fossem descobertos, visto que a contagem dos corpos não estaria correcta. Contudo, alguns peritos forenses acreditam que a queima completa de dois corpos em tão curto espaço de tempo seria impossível.
Em 2000, a família foi canonizada pela Igreja Ortodoxa Russa. Em agosto de 2007, o anúncio por um grupo de pesquisadores do achado dos restos mortais do tsarévich Alexei e da grã-duquesa Maria - as duas únicas vítimas oficialmente ainda desaparecidas - obrigou o governo russo a reabrir o processo.
Em janeiro de 2008, cientistas russos anunciaram que tinham desenterrado os restos mortais de um rapaz jovem e de uma mulher perto de Ecaterimburgo em agosto de 2007 e que, muito provavelmente, estes pertenciam ao czarevich de treze anos e a uma das quatro grã-duquesas Romanov. Cientistas forenses russos confirmaram esta possibilidade a 30 de abril de 2008.Em março de 2009, foram publicados os resultados finais dos testes de ADN pelo Dr. Michael Coble, do Laboratório de Identificação ADN das Forças Armadas dos Estados Unidos da América. Estes testes provaram de forma conclusiva que os restos mortais de todas as grã-duquesas tinham sido encontrados e, por isso, nenhuma tinha sobrevivido.